# Cartel·la (cartografia)

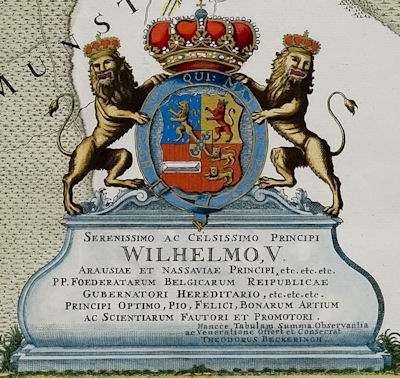
Cartel·la en un mapa dedicat a William V, Príncep d'Orange (1781)

En cartografia una cartel·la (o cartouche en la majoria d'idiomes) és un emblema decoratiu inclòs en un globus terraqüi o en un mapa.
Una cartel·la pot contenir el títol, l'adreça de l'impressor, la data de publicació, l'escala del mapa amb llegendes i de vegades una dedicatòria .

## Característiques

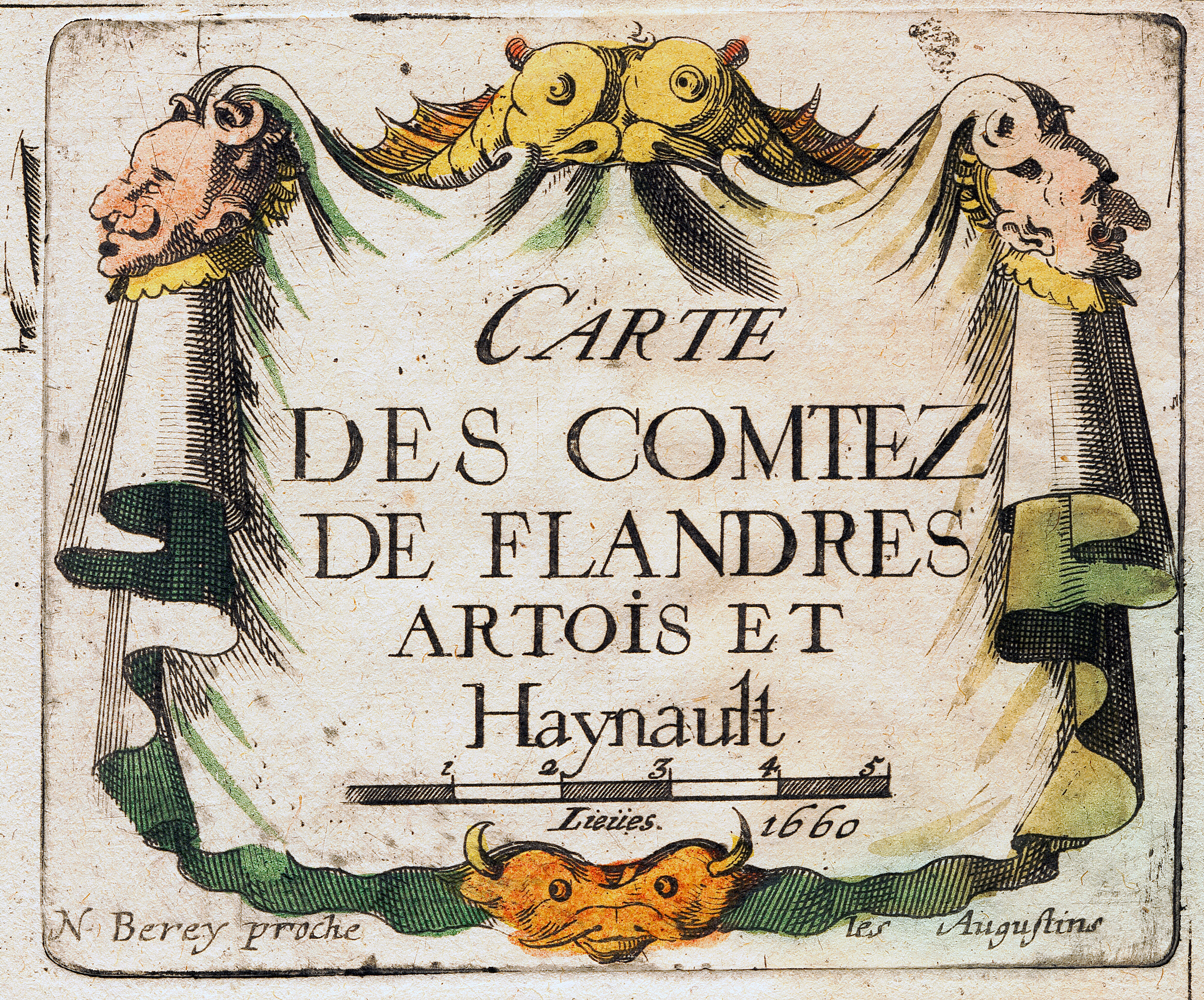
Cartella en un mapa de Nicolas Berey de 1660.

El disseny dels "cartouche" varia segons l'estil del cartògraf i l'estil de l'època. Els mapes del segle xv segueixen un model d'acord amb el precedent dels portolans catalans o italians (orla senzilla), i al segle xvi s'hi afegeixen elements arquitectònics i figuratius (com escuts d'armes).
La cartel·la cartogràfica va tenir el seu apogeu en el període Barroc. Cap a la fi del segle xviii els efectes ornamentals en la cartografia es van fer menys populars, i el seu estil va evolucionar cap a inscripcions simples dins de camps ovalats o rectangulars.

## Ús del nom
En català, tot i que el terme existia amb altres usos, utilitzat en cartografia no se'n tenen registres, fins al segle xx. En canvi el Diccionario trilingüe del castellano, vascuence y latín, editat a Sant Sebastià el 1745, definia la cartel·la com a «tros de cartró, fusta, o una altra matèria, a manera de targeta, en què s'escriu alguna cosa». El seu autor, el pare Manuel Larramendi, sostenia que el terme tenia el seu origen a la veu euskera «xartela», equivalent a la llatina «tàbula». Definicions semblants es troben als primitius diccionaris de la Reial Acadèmia. A l'edició de 1823 del Diccionari de la Llengua Castellana una cartel·la era un tros de cartró, fusta o qualsevol altre material a manera de targeta que s'empra per escriure-hi alguna cosa, per tal que «no s'oblidi», o bé per escriure «alguna nota, senyal o record», segons deia la versió abreujada de 1826. A la cartografia l'element definit anteriorment s'incorpora com a part decorativa del mapa.